# Spaatz-Insel
Die Spaatz-Insel ist eine vergletscherte und unbewohnte Insel mit einer Landfläche von 4100 km² vor der English-Küste des westantarktischen Ellsworthlands. Sie liegt etwa 50 km südwestlich der Südküste der Alexander-I.-Insel.
Der US-amerikanische Polarforscher Finn Ronne entdeckte sie bei einem Überflug während seiner Ronne Antarctic Research Expedition (1947–1948). Er benannte sie nach Carl A. Spaatz (1891–1974), Stabschef der United States Army Air Forces, der bei der Bereitstellung von Flugzeugen für die Forschungsreise behilflich war.